# KkStB 60 sorozat
A Császári és Királyi Osztrák Államvasutak (kkStB) 60 sorozatú mozdonyai tehervonati gőzmozdonyok voltak. A nagy sorozatban készült, jellegzetes kkStB-stílusjegyeket magán viselő típust, melynek egyes műszaki megoldásait több, későbbi sikeres mozdonytípuson alkalmazták, a Déli Vasút (SB/DV) is forgalomba állította, melyek közül az SB/DV magyarországi jogutódja a Duna–Száva–Adria Vasút (DSA) is több példányt átvett. – ezek a járművek 1932-től a MÁV-nál 330 sorozatjellel közlekedtek tovább.

## Kifejlesztése
A Császári és Királyi Osztrák Államvasutak (kkStB) tehervonatait – az adott vonalszakaszon megtalálható emelkedőktől, illetve a vonatok terhelésétől függően – még az 1890-es évek közepéig kizárólag C, illetve D tengelyelrendezésű, azaz olyan három és négy kapcsolt kerékpárú mozdonyok továbbították, melyek futókerékpár nélkül készültek. Ez, bár a mozdony tapadási tömegének kihasználása szempontjából a legkedvezőbb megoldás, a kerékpárok előtt elhelyezett gőzhengerek (illetve kerékpárok mögé befüggesztett állókazán okozta nyugtalan járás miatt a mozdony engedélyezett sebességét korlátozza. Ezért a kkStB elhatározta, hogy a gőzhengerek előtt elhelyezett futókerékpár alkalmazásával a mozdony, illetve a tehervonatok sebességét megemelik. A tervezést a neves osztrák mozdonykonstruktőr, Karl Gölsdorf végezte.
Tekintettel arra, hogy a bécsi Stadtbahn részére ugyanebben az időben vált szükségessé egy három kapcsolt kerékpárú, de futókerékpárokkal vezetett személyvonati mozdonytípus, párhuzamosan két mozdony tervei készültek el:
- egy 1'C1' tengelyelrendezésű szertartályos személyvonati (ez a típus 30 sorozatként került forgalomba), valamint
- egy 1'C tengelyelrendezésű szerkocsis tehervonati mozdonyé.

A két típus kazánja szinte teljesen, gépezete, vezérlése, valamint a 30 sorozat hátulsó futókerékpárját leszámítva a futóműve egymással teljesen azonosak voltak. A gépezet, vezérlés elemeit Gölsdorf igyekezett minél kevesebb változtatással a 59 sorozatról átvenni és azonos volt a kapcsolt kerekek 1300 mm-es átmérője is, mely a tervezett 60 km/h legnagyobb sebességhez elegendőek voltak.
A 60 sorozatjelet kapott 1'C tengelyelrendezésű szerkocsis tehervonati változat első példánya 1895-ben készült el a Bécsújhelyi Mozdonygyárban és 6001 pályaszámon állt szolgálatba.

## Szerkezete
A 60 sorozatú mozdonyok három hajtott kerékpárral rendelkeztek, melyek előtt egy visszaterelő rugó nélküli Adams-rendszerű beálló tengelyes futókerékpár helyezkedett el; a futótengely biztosította a mozdony megfelelő futását, a hátsó kapcsolt tengely pedig az állókazánt támasztotta alá.

### Kazán
A mozdonyok kazánjának középvonala 2,5 méterrel a sínkoronaszint fölött helyezkedett el. Az alul 1,326 m széles, 15 és 16 mm-es lemezekből álló porosz-, más néven Becker-rendszerű állókazánt a keretek fölé emelték ki.  A 1,5 m átmérőjű hosszkazánt három, 15½ mm-es folytvas lemezek alkotta övből szegecselték össze. A kazánt a szokásos módon a füstszekrény alatt, a füstszekrénytartónál rögzítették a kerethez, így hátrafelé dilatálhatott. A minél nagyobb gőztér és a hengerek vízrántásának elkerülése érdekében az első és harmadik kazánövre is egy-egy 880 mm magas gőzdómot helyeztek el, melyeket egy 300 mm belső átmérőjű cső kötött össze. A vasutasszleng ezt az elrendezést „gatyaszárítós”-nak nevezte. Az összekötőcsőre egymás mögött 1–1 közvetett terhelésű rugómérleges biztonsági szelepet szereltek. A későbbi változatoknál ezek helyett a hátsó gőzdóm hátuljára szereltek egy Coale-rendszerű közvetlen rugóterhelésű biztonsági szelepet. A kazánba 202 darab 46/51 mm átmérőjű folytvas tűzcsövet építettek. Az elülső gőzdómban helyezték el a függőleges tolattyútükörrel készült egyszerű síktolattyús gőzszabályzót, melynek szabályozó rudazatát a kazánon kívül vezették el. Ebből a gőzdómból a kazánon kívül elhelyezett csővezetékben áramlott a gőz a nagynyomású henger tolattyúszekrényébe. A közel 1,3 m hosszú füstszekrényre egyszerű Prüssmann-rendszerű kéményt szereltek. A későbbi példányok a kkStB többi tehervonati mozdonyához hasonlóan a szikrafogót is magába foglaló Rihosek-rendszerű úgynevezett „gólyafészkes” kéményt kaptak.  A kazánt 2 db Friedmann-rendszerű nem szívó, 9 mm-es nyílású ún. „restarting” frissgőz-lövettyű táplálta vízzel.

### Gépezet
A mozdony két gőzhengere közül szokásos módon a jobb oldalon a nagynyomású kis átmérőjű, bal oldalon a kisnyomású nagy átmérőjű hengert helyezték el, melyek a kapcsolt kerékpárok közül a harmadikat hajtották. A kompaund mozdonyoknál megszokott módon a nagynyomású hengert a keret jobb, míg a kisnyomásút a bal oldalára szerelték. A jobb oldali gőzhengert függőleges tengelyű beömlőcső kötötte össze a gőzszabályzóval. A jobb oldali forgattyút a bal oldalihoz képest 90°-kal hátrébb ékelték a kerékpártengelyre. A dugattyúrúd átmenő rendszerű volt. Mind a dugattyú-, mind a tolattyúrudak azbesztfonatos tömszelencéket kaptak. A keresztfejek kétvezetékesek voltak. A hajtó- és csatlórudak I alakú keresztmetszettel készültek.
A gőzhengerek üresjárati munkájának (ellenállásának) csökkentésére a kisnyomású hengerre légszelepet (ún. Ricour-szelepet) és egy 5,5 bar nyomásra beállított nyomásredukáló szelepet szereltek. A mozdonyok gépezetét Gölsdorf-rendszerű indítókészülékkel is ellátták.
A gőzhengerek külső beömlésű kagylós síktolattyúkkal készültek, melyeket ellenforgattyús Heusinger–Walschaert-rendszerű vezérművek szabályoztak. A nagynyomású tolattyúja 5 mm-s negatív belső és 33 mm külső, míg kisnyomású tolattyúja 0 értékű belső és 28 mm külső túlfedéssel készült. Az ellenforgattyú előremenetben a forgattyút közel 90°-kal megelőzi, más szóval a forgattyúhoz képest előresietőként ékelték föl. Ennek megfelelően előremenetben a lengőívkő a lengőív (kulissza) alsó részén helyezkedett el. A kormányvonórudat emeltyűvel kombinált kormánycsavarral szabályozták.

### Keret, futómű, mozdonysátor
A mozdonyok 1300 mm futókör-átmérőjű kapcsolt- és 870 mm átmérőjű futókerékpárokkal készültek. A hajtott tengely 3%-os nikkelacélból, míg a kapcsolt- és futótengelyek folytacélból készültek. A hajtott- és a kapcsolt kerékpárok tengelyeit a tengelyvonalban teljesen átfúrták. A hajtott tengelyágy-vezetékeket és a csapágyakat egyedi, olajjal átitatott kenőgyapot-, a futótengelyekét kenőpárnás kenéssel látták el. A belső elrendezésű, szegecseléssel készült keret két, egymástól 1,22 m távolságban lévő 30 mm vastag Martin-folytvaslemez hossztartóból állt, melyeket elöl a gőzhengerek rögzítését merevítő szekrényes tartó, hátul a kapocsszekrény kötött össze. A szekrényes tartón kívül még két a kapcsolt tengelyek között elhelyezett, függőleges folytvaslemez-kereszttartót (ún. keretkötőt) is beépítettek. Mindhárom tartót felfelé meghosszabbították, így a kazán alátámasztásaként is szolgáltak. A futótengelyek oldalirányú elmozdulásának biztosítására a két keretlemez még futótengely mögött véget ért. Itt a keretlemezekhez belülről szintén egy-egy 30 mm vastagságú elülső hossztartó-lemezt szegecseltek, melyeket elöl a mellgerenda kötött össze. Erre az elöli keretrészre szerelték a füstszekrénytartót. A tengelyágytokok keretkivágásait acélöntésű ágyvezetékek merevítették, valamint a keretlemezeknek a kivágásoknál lévő nyúlványait alul összekötő ún. kötővasak fogták össze. Az ágytokok kopásai húzóékekkel után-állíthatóak voltak. A kapcsolt tengelyek távolsága a keretben eltérő: az első két tengely között 1,5, a hátsó kettő között 1,4 méteres értékű volt. A futótengelyt Adams-rendszerű beálló tengelyként képezték ki, mely 1,65 méter sugáron tengelyirányban 51–51 mozdulhatott el. A beállótengely a hazai mozdonyoktól eltérően visszaterelő rugók nélkül készültek. A futó- és az első két kapcsolt kerékpár hordrugóit a tengelyek fölött helyezték el, míg a hajtott kerékpár hordrugóit a tengelyvonal alatt, de a hátsó (hajtó-)tengely vonala mögött helyezték el és a tengelyhez himbaszerkezettel kapcsolódott. Erre a megoldásra a szerkesztési szelvény alsó határa miatt volt szükség. A kerékpárok rugói között nem alkalmaztak himbás kiegyenlítést.
A mozdonysátoron elöl egy-egy ovális forgóablakot alakítottak ki, mely fölé a későbbi példányoknál védőernyőt szereltek. A sátor két oldalára egy-egy szögletes ablak, a sátortetőre szellőző került.

### Segédberendezések
A mozdonyokra egy K-jelű 1895. évi típusú 21″-os Hardy-rendszerű légűrfékhengert szereltek. A féktuskók a mozdony az első és második kapcsolt kerékpárját hátulról fékezte. A féktuskónyomás a tapadási súly ⅓-a volt. A mozdonyokat gőzfűtési berendezéssel is ellátták. Az első kapcsolt kerekek fölé a futóhídra két oldalt egy-egy szögletes homoktartályt is felszereltek.A gőzben lévő alkatrészek kenéséről Nathan-rendszerű, a kazán gőzével működő központi olajozó, ún. lubrikátor gondoskodott. Kedvezőtlen tapadási viszonyok esetén Gresham–Rihosek-rendszerű, gőzzel működtethető homokoló juttatott homokot a kapcsolt kerékpárok elé. A szögletes homoktartályok a hosszkazán két oldalán, a futóhidakon kaptak helyet. A mozdonyokat hagyományos bajor rendszerű nagynyomású gőzfűtési berendezéssel látták el, Foster-rendszerű nyomáscsökkentő szeleppel kiegészítve.

### Szerkocsi
A 60 sorozatú mozdonyokhoz a kkStB egyik szabványos háromtengelyes szerkocsitípusát, a 76 sorozatú szerkocsit kapcsolták.

## Sorozatgyártás
A próbamenetek során a mozdony a 10‰-es emelkedőben fekvő Purkersdorf–Rekawinkel vonalszakaszon egy 510 tonnás vonatot 17 km/h sebességgel volt képes továbbítani. A terhelési táblázat alapján 40 km/h sebességgel sík pályán 1230 tonna, 10‰-es emelkedőn 215 tonna tömegű vonatot vontathatott. Ezek az értékek az előd 59 sorozatú mozdonyoknál 965, illetve 170 tonna voltak. A kedvező tapasztalatok alapján rövidesen elindult a típus sorozatgyártása, melyben a legtöbb osztrák mozdonygyár részt vett. Tizenhat év alatt összesen 296 db-ot vett át a kkStB az alapváltozatból. A mozdonyok közül:
- 95 db-ot a Bécsújhelyi Mozdonygyár,
- 58 db-ot a Floridsdorfi Mozdonygyár,
- 133 db-ot az ÁVT Gépgyára,
- 3 db-ot a linzi Krauss,
- 7 db-ot a prágai Első Cseh–Morva Gépgyár készített.

Az 1904. végéig elkészült mozdonyok pályaszáma 6001–16096 volt, mely 195 példányt jelentett, ugyanis a kkStB akkor érvényes számozási rendszerében a 6099 pályaszámú gépet a 16001 számú követte. 1905-től a mozdonyok számozása 60.01–99-re, illetve 60.101–196-ra módosult. A hiányzó 60.100 pályaszámot később sem adták ki. A fentiek közül az alapváltozathoz 194 db tartozott, ugyanis a 16094 pályaszámú mozdony kísérletképpen gőzszárítós kazánnal készült (lásd később). Ez a példány 1907-ben új pályaszámot kapott, a 60.194 pályaszámot pedig 1908-ban egy új, de alapváltozatú mozdonynak újra kiadták.
Az 1905-től forgalomba került mozdonyok már az új rendszer szerinti pályaszámokat kapták. Ettől az időponttól a gyártás 1910. évi befejezéséig a 60.197–60.297 pályaszámú gépek készültek. A 60.212–215 pályaszámú mozdonyok újra gőzszárítós kazánnal készültek és e mozdonyok sorsa ugyancsak az 1907-es átszámozás lett, pályaszámukat pedig 1908-ban elkészült alapváltozatú társaiknak újra kiadták.
A 60.295 pályaszámú járműtől kezdődően a mozdony futókerekei öntöttvas keréktárcsákkal készültek. Ezek a küllős kivitel helyett négy helyen könnyítésül oválisan kimart teli tárcsák ugyan 68 kg-mal nehezebbek voltak, de előállításuk sokkal olcsóbbnak bizonyult.
A mozdonyok a Monarchiában ekkor kötelező módon hadijelet is kaptak, mely ennél a típusnál {\displaystyle {\tfrac {\mathrm {III\ 400} }{\mathrm {A} _{1}}}} volt.

## Alváltozatok, kísérleti példányok

### Gőzszárítós kazánnal
A telített gőzű mozdonyok gőz- (és szén-) fogyasztásának csökkentésének leghatásosabb módja a gőz hőmérsékletének emelése, túlhevítése. A kkStB többfajta megoldással is kísérletezett. Így a Floridsdorfi Mozdonygyárban 1904-ben elkészült 16094 pályaszámú mozdony gőzszárítós kazánnal készült. Az alapváltozattal egyébként azonos méretű hosszkazánban a tűzcsövek azonban nem teljes hosszukban voltak gőztermelő csövek, hanem azokat egy harmadik, az elülső mögött 745 mm-re lévő csőfal két részre osztotta. A hátulsó csőfalközben a tűzcsöveket a szokásos módon víz borította, az elöli térbe azonban a gőzdómban összegyűlt telített gőz került, melynek hőmérsékletét a tűzcsövekben áramló füstgáz kb. 30–40 °C-kal megemelte, nedvességtartalmát csökkentette. Ez volt az úgynevezett Gölsdorf–Clench-rendszerű gőzszárító. Ezt az elülső teret egy (a hosszkazán-hasfalig le nem érő) függőleges válaszfal két részre osztotta, melyek között alul a gőz szabadon áramolhatott. A gőzszárító tetejére egy szögletes, dobozszerű dóm került, melyben a függőleges tolattyútükörrel készült kettős síktolattyús gőzszabályzó kapott helyet. Innen táplálták a nagynyomású hengert, melyhez a gőzvezeték immár nem teljesen függőlegesen, hanem kissé a hátrafelé meghajlítva vezetett.
A kazánon immár csak egy, a harmadik kazánövre épített gőzdómot helyeztek el. A gőzdóm hátoldalára 1 db Coale-rendszerű közvetlen rugóterhelésű biztonsági szelepet szereltek.
A gépezet jelentősebb átalakítására nem volt szükség, mindössze a nagynyomású dugattyúk és a tolattyúk tömszelencéit cserélték Huhn-rendszerű ólmos tömítésekre.
Az 1905-ben 60.194-re számozott mozdony társainál átlag 8,5%-kal kevesebb szenet fogyasztott. A kedvező eredmények alapján 1906-ban a Bécsújhelyi Mozdonygyárban újabb négy gőzszárítós kazánú 60-as készült el, 60.212–215 pályaszámokkal. A típusváltozat mozdonyainak jobb azonosíthatósága érdekében a mozdonyoknak új pályaszámcsoportot jelöltek ki: 1907-től összefoglaló néven 60.500 alsorozatként hivatkoztak rájuk, pályaszámaikat pedig addig számaik sorrendjében 60.500–504-re változtatták.
60.500-asokból még 1907-ben további öt, a rá következő évben még tizenkét mozdony készült, melyeket 60.505–521 pályaszámokkal állították szolgálatba. Ezeket a példányokat az utolsó négy kivételével ÁVT Gépgyára, az utolsókat a prágai Első Cseh–Morva Gépgyár készítette.
Bár a fogyasztási adatok kedvezően alakultak, a bonyolult karbantarthatóság miatt a gőzszárító mégsem vált be. Ezért azokat a mozdonyokból fokozatosan kiszerelték és onnantól egyszerű telített gőzű mozdonyokként üzemeltek tovább, bár külső megjelenésük és pályaszámuk változatlan maradt.

### Pielock-túlhevítős mozdonyok
1908-ban a gőz túlhevítését szolgáló újabb megoldás, a Pielock-túlhevítő kipróbálására a Floridsdorfi Mozdonygyár három, ilyen rendszerrel felszerelt mozdony készített. A 60.800–802 pályaszámokkal besorozott járművek hosszkazánjába a gőzdóm alá egy gőzkamrát építettek be, melyen 560 mm hosszban az összes tűzcső áthaladt. A második kazánövön elhelyezett gőzdómban összegyűlt gőzt a gőzkamrába vezették, ahol a tűzcsövek hőjétől tovább hevült, majd onnan a gőzszárítós kivitelhez hasonló, az első kazánövön elhelyezett szögletes dómban lévő gőzszabályzóhoz áramlott. A gőzzel érintett fűtőfelület elmaradt a gőzszárítóétól. Ez a megoldás még az előbbinél is kevésbé lett sikeres, ezért további példányok nem készültek.
Végül a kkStB is belátta, hogy egyedül kielégítő megoldásként csak a Schmidt-rendszerű nagyfüstcsöves túlhevítő jöhet szóba. A Schmidt-rendszerű túlhevítő alkalmazásához azonban a mozdonyt több ponton is módosítani kellett, ezért az elkészült példányokat teljesen új sorozatként, 160 sorozatjellel vették állományba.

## Pályafutásuk az első világháború végéig
A sikeres mozdonytípus a kkStB egész hálózatán elterjedt, így az első világháború kitörésekor az alábbi fűtőházaknál szolgáltak:
- Stanislau (ma: Ivano-Frankivszk): 31 db,
- Lemberg (ma: Lviv): 41 db,
- Linz: 27 db,
- Mährisch Schönberg (ma: Šumperk): 6 db,
- Przemyśl: 24 db + 3 db 60.500-as,
- Czernowitz (ma: Чернівці/Csernyivci): 6 db,
- Reichenberg (ma: Liberec): 8 db,
- Budweis I (ma: České Budějovice): 10 db,
- Bécs I: 25 db + 11 db 60.500-as + 3 db 60.800-as,
- Wola Duchacka: 43 db,
- Pilsen (ma: Plzeň): 11 db,
- Feldkirch: 7 db,
- Landeck: 10 db,
- Bécs II: 4 db,
- Trieszt: 8 db,
- Hainfeld: 8 db,
- Karlsbad (ma: Karlovy Vary): 1 db + 4 db 60.500-as,
- Josefstadt (ma: Josefov (Jaroměř)): 3 db,
- Neusandez (Újszandec, ma: Nowy Sącz): 2 db,
- Rzeszów: 9 db,
- Stryj (ma: Стрий/Sztrij) 8 db + 4 db 60.500-as,
- Bischofshofen: 1 db,
- Czortkow (ma: Чортків/Csortkiv): 2 db,
- Wörgl: 1 db.

A Galíciába állomásított példányok Lemberg és Czernowitz között gyorsvonatokat is továbbították.
A típus alapvetően bevált, bár 50 km/h sebesség fölé csak nehezen tudott fölgyorsítani. A Gölsdorf-rendszerű indítókészülék jellegzetességei miatt a kompaund gőzmozdonyoknál ideális hengerátmérő-viszonyhoz képest nagyobb átmérőjű kisnyomású hengereket, így nagyobb tolattyúkat is kellett alkalmazni, ehhez viszont nem volt hely megfelelő méretű kiömlőcsatorna kialakítására.

Az első világháború alatt hét mozdony orosz hadizsákmány lett. Bár ezek később visszakerültek a kkStB-hez, később vissza kellett adni a Szovjetuniónak. A háborút követően a kkStB mozdonyállagának felosztását követően az utódállamok az alábbi mennyiségű 60 sorozatú mozdonyhoz jutottak:
| A kkStB 60 sorozatú mozdonyainak felosztása az első világháború után | A kkStB 60 sorozatú mozdonyainak felosztása az első világháború után | A kkStB 60 sorozatú mozdonyainak felosztása az első világháború után | A kkStB 60 sorozatú mozdonyainak felosztása az első világháború után |
| Vasút                                                                | 60 sorozat                                                           | 60.500 sorozat                                                       | 60.800 sorozat                                                       |
| -------------------------------------------------------------------- | -------------------------------------------------------------------- | -------------------------------------------------------------------- | -------------------------------------------------------------------- |
| BBÖ                                                                  | 53 db                                                                | 4 db                                                                 |                                                                      |
| ČSD                                                                  | 34 db                                                                | 7 db                                                                 |                                                                      |
| PKP                                                                  | 149 db                                                               | 8 db                                                                 | 2 db                                                                 |
| SHS                                                                  | 12 db                                                                |                                                                      |                                                                      |
| FS                                                                   | 35 db                                                                | 3 db                                                                 | 1 db                                                                 |
| CFR                                                                  | 4 db                                                                 |                                                                      |                                                                      |
| CCCP                                                                 | 8 db                                                                 |                                                                      |                                                                      |

A CFR-hez valószínűleg egy ötödik mozdony is került, de ennek nyoma az 1930-as évekbeli román állagkimutatásban nem szerepel, vélhetően addigra selejtezték.

## Történetük a Déli Vasútnál
A századfordulón nem állt a Déli Vasút rendelkezésére megfelelő számú és teljesítményű tehervonati mozdony. A vasút a korábbi gyakorlatát követve már létező osztrák mozdonytípust állított forgalomba. A Déli Vasút az osztrák vonalrészekre összesen 64 db ilyen mozdonyt vásárolt a Floridsdorfi Mozdonygyártól, a Bécsújhelyi Mozdonygyártól és az az ÁVT bécsi gépgyárától. A magyar vonalrészekre 9 db mozdonyt szerzett be, melyeket a MÁV Gépgyár készített 53{\displaystyle {}^{1}} szerkezetszámon. A mozdonyok az 1101–1173 pályaszámokat kapták:
| A 60 sorozat gyártási adatai  | A 60 sorozat gyártási adatai | A 60 sorozat gyártási adatai | A 60 sorozat gyártási adatai | A 60 sorozat gyártási adatai |
| Pályaszám                     | Gyártó                       | Gyártási év                  | Mozdony szerkezetszám        | Szerkocsi szerkezetszám      |
| ----------------------------- | ---------------------------- | ---------------------------- | ---------------------------- | ---------------------------- |
| 1101–1111                     | WLF                          | 1900.                        |                              |                              |
| 1112–1115                     | Mf. d. StEG                  | 1900.                        |                              |                              |
| 1116 1117–1121                | WLF                          | 1900. 1901.                  |                              |                              |
| 1122–1123                     | MÁV Gépgyár                  | 1901.                        | 35                           |                              |
| 1124–1125                     | WLF                          | 1901.                        |                              |                              |
| 1126–1127                     | MÁV Gépgyár                  | 1902.                        | 35                           |                              |
| 1128–1129                     | WLF                          | 1903.                        |                              |                              |
| 1130–1135                     | Mf. d. StEG                  | 1903.                        |                              |                              |
| 1136–1137                     | MÁV Gépgyár                  | 1905.                        | 35                           |                              |
| 1138–1139                     | Mf. d. StEG                  | 1905.                        |                              |                              |
| 1140–1141 1142–1143           | Lf. v. Sigl                  | 1906. 1907.                  |                              |                              |
| 1144                          | Mf. d. StEG                  | 1906.                        |                              |                              |
| 1145–1146                     | Lf. v. Sigl                  | 1907.                        |                              |                              |
| 1147–1148                     | MÁV Gépgyár                  | 1907.                        | 35                           |                              |
| 1149–1153 1154–1156           | Mf. d. StEG                  | 1907. 1908.                  |                              |                              |
| 1157–1159                     | Lf. v. Sigl                  | 1908.                        |                              |                              |
| 1160–1163                     | Mf. d. StEG                  | 1909.                        |                              |                              |
| 1164                          | MÁV Gépgyár                  | 1910.                        | 35                           | 19                           |
| 1165–1166 1167–1171 1172–1173 | Lf. v. Sigl                  | 1911. 1913. 1914.            |                              |                              |

A mozdonyok alapvetően megegyeztek a kkStB mozdonyaival, kisebb eltérésként a gőzdómokat összekötő csőre egymás mögött elhelyezett 1–1 közvetett terhelésű rugómérleges, illetve a hátsó gőzdóm hátuljára szerelt, eltérő értékre beállított Coale-rendszerű közvetlen rugóterhelésű biztonsági szelep együttes alkalmazása, valamint a vezetőállás tetején elhelyezett gőzsíp fölé szerelt terelőernyő jelentett. Ezen kívül a fényszórókat a Déli Vasútnál szokásos módon nem a mellgerendához, hanem a füstszekrény két oldalára szerelték. A fém számjegyekből kirakott pályaszámokat a homoktartályok oldalán helyezték el. A mozdonyokat 55 km/h legnagyobb sebességre engedélyezték.
A 60 sorozatú mozdonyokhoz a Déli Vasútnál 17 jellegűként jelölt háromtengelyes szerkocsit kapcsoltak. A 14,0 m³ víz és 6,1 tonna szén hordozására alkalmas szerkocsi minden kerékpárját egy oldalról (hátulról) fékezték, a féktuskónyomás a szerkocsi szolgálati súlyának 62,7%-a volt. A későbbi szállítású mozdonyokat a nagyobb (17,0 m³ víz és 7,1 tonna szén) kapacitású, a 106, 206 és 306 sorozatú mozdonyokhoz csatolttal azonos, a MÁV Gépgyárban S 19 szerkezetszámmal jelölt 56a jellegű szerkocsival szállították.
Az SB/DV 60 sorozatú mozdonyai 1915. elején a mozdonyok az alábbi fűtőházaknál szolgáltak:
- Bécsújhely (Wr. Neustadt - 29 db),
- Marburg a. d. Drau (Maribor - 25 db),
- Bozen (Bolzano - 9 db),
- Nagykanizsa (9 db),

egy példány pedig honállomás nélküli volt.
Az első világháborút követően a Déli Vasút (SB/DV) járműállagának felosztása nyomán a már említett 9 db-on felül további 12 db 60 sorozatú mozdony került a Déli Vasút magyarországi jogutódja, a Duna–Száva–Adria Vasút (DSA) állagába. Itt az eredeti pályaszámaikon üzemeltek tovább. A Déli Vasút 60 sorozatú mozdonyai közül az utódvasutak az alábbi mennyiségben részesedtek:
- DSA: 21 db,
- SHS: 29 db,
- FS: 23 db.

## További pályafutásuk

### Ausztria
Az első világháború végén az új osztrák köztársaság területén 84 db kkStB-eredetű és 32 db SB/DV-tulajdonú 60 sorozatú mozdony maradt. Azonban a BBÖ állományába ennél jóval kevesebb került: egyfelől Ausztriának 1923-ban 165 db mozdonyt kellett átadni a győztes Olaszországnak és ezek között 27 db 60-as is szerepelt. A Déli Vasút mozdonyállagának 1924-es felosztása nyomán pedig az összes osztrák földön található 60 sorozatú mozdonyt többi utódállamnak (Magyarországnak, Jugoszláviának és Olaszországnak) kellett átadnia.
A BBÖ a végül nála maradt 57 példányt a korábbi kkStB-pályaszámukon tartotta nyilván. A mozdonyok elavult szerkezete és a rossz gazdasági helyzet miatti forgalomcsökkenés miatt egyre több mozdony került üzemen kívül és a világgazdasági válság kitörése után az állomány közel felét selejtezték. A megmaradt 30 példánynak is alig fele üzemelt: Graz és Villach állomáson láttak el tolatószolgálatot.
Az Anschlusst követően a mozdonyok a DRB állagába kerültek, mely a 54 001–030 pályaszámokon tartotta azokat nyilván, a sorozatjel 54{\displaystyle {}^{0}} lett.
A második világháború után az Osztrák Szövetségi Vasutak állagában az egyes államok közötti mozdonycserék után 1951-re 20 példány maradt. Az 1953-ban bevezetett új számozási rendszerben a mozdonyok megtartották a DRB-nél viselt azonosítójukat, mindössze a sorozatjel és a pályaszám közé került pont (.), a 100-nál alacsonyabb pályaszámú járművek pályaszáma pedig régi osztrák mintára két számjegyű lett. A hivatalos sorozatjel 54 lett. Ekkorra azonban már mindössze 7 db volt állományban. Az utolsó két példányt az Osztrák Szövetségi Vasutak 1962-ben selejtezte. Az 54.14 (eredetileg kkStB 16015) pályaszámú mozdonyt Bécsben kiállították.

### Csehszlovákia
A Csehszlovák Államvasutak az első években a korábbi sorozat- és pályaszámokon üzemeltette a járműveket. A Monarchia vasúttársaságai járműparkjának végleges felosztása után, 1925-ben bevezetett jelölési rendszernek megfelelően a mozdonyokat és szerkocsijukat külön-külön sorozat- és pályaszámmal látták el: a hozzákerült mozdonyoknak 334.1 sorozatjelet adta, míg a szerkocsik sorozatjele 414.0 lett. Az alapváltozathoz tartozó mozdonyok pályaszáma eredeti pályaszámaik sorrendjében 334.101–34, a gőzszárítós példányoké 334,135–41 lett. A mozdonyok honállomása a korábbi České Budějovice, Josefov - Jaroměř, Karlovy Vary és Liberec mellett Brno, Břeclav, Česká Třebová és Krnov lett. A nagyobb teljesítményű és korszerűbb mozdonyok beszerzését követően fokozatosan, összesen 24 db 334.1-est szlovákiai és kárpátaljai fűtőházakhoz helyeztek át. A mozdonyok egy részéhez, az eredetivel azonos szerkezetű, de nagyobb befogadóképességű 517.0 sorozatú (a kkStB-nél 56 sorozatjelet viselt) szerkocsit csatoltak. Hat darabot az 1930-as években leselejteztek. Az első bécsi döntés után, illetve Kárpátalja átadását követően összesen 23 db a MÁV-hoz került (lásd később). A Szlovák Vasutakhoz (SŽ) egyetlen példány sem került.
A Szudétavidék 1938-as átadása előtt a ČSD az itt szolgáló 7 db 334.1 sorozatú mozdonyt az ország belsejébe menekítette. A megszállás után a DRB követelte ezen mozdonyok átadását. A ČSD végül át is adta a mozdonyokat, azonban azokat a DRB még ez év végén visszaadta. A ČSD-nél maradt 12 db mozdonyt a ČMD-BMB változatlan pályaszámokkal vette át, de három darabot még az évtized végéig selejteztek.
Bár a második világháború után több mozdony a MÁV-tól is visszakerült, az újjáalakult ČSD 1950-ig a sorozat minden tagját selejtezte.

### Lengyelország
Messze a legtöbb 60 sorozatú mozdonyhoz a PKP jutott, mely a mozdonyokat Ti12-1–159 pályaszámokkal sorozta be állományába. A mozdonyok általában korábbi helyükön szolgáltak tovább. Az 1930-as évek közepén megkezdődött tömeges selejtezésük; néhány év alatt az állomány több mint felét törölték a nyilvántartásokból. A második világháború alatt a megmaradt mozdonyok többsége szovjet megszállt területen az НКПС/NKPSz (Hародный комиссариат путей сообщения – Narodnüj komisszariat putej szoobscsenyija, Szállítási Népbiztosság) irányítása alatt szolgált. Német megszállt területre tíz mozdony került, melyeket a DRB 54 031–040 pályaszámokon vett állagba. A harci cselekmények folytán több НКПС/NKPSz-eredetű példány is a DRB-hez került, ahol azok a 54 043–048 pályaszámokat kapták.
A háború után kizárólag német kézre került, összesen 14 db mozdony került vissza osztrák területről Lengyelországba. Ezek azonban nem korábbi PKP-számukat kapták vissza, hanem pályaszámcsoport-tömörítéssel, az eredetitől eltérő sorrendben a Ti12-1–14 pályaszámokat kapták.
Több példány a Szovjetunióban az 1950-es évek elejéig közlekedett.

### Olaszország
A mozdonyoknak az FS a 604 sorozatjelet adta. A 604.001–017 pályaszámokat eredeti pályaszámaik sorrendjében a kkStB-től közvetlenül átvett mozdonyok kapták. A 604.018–040 pályaszámokra az SB/DV-eredetű mozdonyokat számozták. Végül a 604.041–062 pályaszámok a BBÖ által átadott, szintén kkStB-eredetű mozdonyoké lettek. A mozdonyok selejtezésére nagyrészt az 1930-as évek közepén került sor, az utolsó példányokat 1937-ben törölték az állagból.

### Jugoszlávia
Az SHS az addigi sorozat- és pályaszámaikon üzemeltette tovább a járműveket. Az 1930-as évek elején elindult a selejtezésük így az SHS-utód JDŽ által kijelölt 131 sorozatjelet
- a 29 db SB/DV-eredetű mozdony közül 28 db (131-001–028) kapta meg, míg
- a 12 db kkStB-eredetű mozdony közül 10 db számára jelöltek ki új pályaszámot (131-029–038), de ténylegesen csak 8 db kapta meg azokat (131-029–033, 131-035, 131-037–038).

A mozdonyok selejtezését a JDŽ tovább folytatta, így 1941-re, a Jugoszlávia megszállása nyomán a JDŽ járműállományának felosztása időpontjára csak 26 példány maradt. Ezek közül
- a DRB 14 db-ot,
- az FS 12 db-ot kapott.

A DRB a mozdonyokat az 54 041–042 (kkStB-eredetű) és az 54 081–092 (SB/DV-eredetű) pályaszámokra számozta és egy kivételével Bécsbe állomásította át.
Az FS példányai megtartották korábbi pályaszámukat.
A második világháború után 8 db BBÖ-eredetű DRB 54{\displaystyle {}^{0}} sorozatú mozdony maradt jugoszláv területen; ezeket a délszláv állam hadizsákmánynak tekintette és 131-039–036 pályaszámmal állományába vette. Így járt egy PKP-eredetű példány is (131-047), de azt a JDŽ 1949-ben visszaadta. Jugoszláviába került két MÁV-tulajdonú, korábban déli vasúti példány is, ezek érdekes módon a 137-001–002 pályaszámokat kapták.
A korábban JDŽ-tulajdonú példányok közül egy sem maradt az országban, ezek közül a háború után Ausztria három DRB- és egy FS-cégjelű példányt adott vissza.

### Románia
A CFR a mozdonyokat változatlan sorozat- és pályaszámmal vette állagba, de az 1930-as évek végéig mindet törölte az állagából.

## A MÁV állagában
A DSA 1932-es állami kezelésbe vétele után a 60 sorozatú mozdonyok is a MÁV-hoz kerültek, ahol eredeti számuk sorrendejében a 330,301–321 pályaszámokat kapták. Az első húsz példányhoz az addig 17 sorozatként jelölt szerkocsik tartoztak, melyek MÁV-típusjele b lett, míg a 330,321 pályaszámú mozdony addig 56a sorozatú szerkocsijának új jelölése D lett.
A 330 sorozatú mozdonyok MÁV által engedélyezett vonatterheléseit az alábbi táblázat szemlélteti:
| A 330 sorozatú mozdonyok engedélyezett vonatterhelései | A 330 sorozatú mozdonyok engedélyezett vonatterhelései | A 330 sorozatú mozdonyok engedélyezett vonatterhelései | A 330 sorozatú mozdonyok engedélyezett vonatterhelései | A 330 sorozatú mozdonyok engedélyezett vonatterhelései | A 330 sorozatú mozdonyok engedélyezett vonatterhelései |
| Pálya- emelkedés                                       | 20 km/h                                                | 30 km/h                                                | 40 km/h                                                | 50 km/h                                                | 60 km/h                                                |
| ------------------------------------------------------ | ------------------------------------------------------ | ------------------------------------------------------ | ------------------------------------------------------ | ------------------------------------------------------ | ------------------------------------------------------ |
| 0– 3‰                                                  | 1140 t                                                 | 1000 t                                                 | 800 t                                                  | 590 t                                                  | 420 t                                                  |
| 3– 5‰                                                  | 970 t                                                  | 850 t                                                  | 670 t                                                  | 500 t                                                  | 400 t                                                  |
| 5– 7‰                                                  | 760 t                                                  | 700 t                                                  | 550 t                                                  | 440 t                                                  | 360 t                                                  |
| 8–10‰                                                  | 545 t                                                  | 490 t                                                  | 420 t                                                  | 350 t                                                  | 300 t                                                  |
| 14–16‰                                                 | 325 t                                                  | 310 t                                                  | 290 t                                                  | 250 t                                                  | 225 t                                                  |
| 25‰                                                    | 160 t                                                  | 160 t                                                  | 155 t                                                  | 150 t                                                  | 150 t                                                  |

A mozdonyok közül 1933 januárjában 4 db Szolnokon, 9 db Székesfehérváron, 6 db Nagykanizsán, míg 2 db Szombathelyen állomásozott. A mozdonyok havi átlagos futásteljesítménye az 1930-as évek közepén viszonylag alacsony, 1981 km volt.
A járművekre rövidesen légnyomásos fék került: mind a mozdonyokra, mind a szerkocsikra 1–1 db 13″-os fékhengert szereltek. A mozdonyoknál a féktuskóerő a fékezett tengelysúly 40,9, a teljes mozdonyénak 21,8%-as lett. A kiszerelt szerkocsinál a féktuskóerő 40,4, a D típusú szerkocsinál 40,5% lett.
A MÁV mozdonyállaga – így a 330 sorozatú mozdonyok száma is – jelentősen bővült a bécsi döntések következtében. A MÁV két részletben, összesen 23 db 334.1 sorozatú mozdonyt vett át a Csehszlovák Államvasutaktól. Az átvett mozdonyokat a DSA-eredetű mozdonyok után a 330,322–344 pályaszámokkal sorolták be.
A mozdonyok közül huszonegyhez 414.0 sorozatú szerkocsi tartozott, ezeket a MÁV, kivitelüktől függően e, illetve f típusként jelölte, míg két mozdonnyal 517.0 sorozatú szerkocsi érkezett. Ezeket C típusként sorozta be a MÁV. Ezt a két, nagyobb kapacitású szerkocsit, a 330,321 pályaszámú mozdony D típusú szerkocsijával együtt 1941-ben három, szintén a ČSD-től átvett 403,618–619 és 403,612 pályaszámú mozdonyok rendelték csatolni. Cserébe a három, szerkocsijától megfosztott 330-ashoz e három 403-as szerkocsijait (2 db f és egy e típusút) rendelték kapcsolni. A szerkocsiknak a hozzájuk csatolt „új” mozdonyaik pályaszámait jelölték ki. Végül valamilyen okból a 330,321 pályaszámú mozdony szerkocsijának a cseréje elmaradt.
A 330-asok közül 1940-ben
- 15 db Székesfehérvár,
- 12 db Nagykanizsa,
- 7 db Érsekújvár,
- 4 db Szolnok,
- 5 db Pécs honállomású volt.

1941-ben a szolnoki gépek Érsekújvárra, 5 érsekújvári példány pedig Székesfehérvárra került. 1943-ban viszont az összes érsekújvári 330-as Budapest-Északi fűtőház állományába került.
A tapasztalatok szerint a 330-asok a háború éveiben 100 elegytonna-kilométerenként 11,5–11,6 kg szenet és 7,7, illetve 14,7 gramm kenőolajat fogyasztottak.

### A második világháború után
A harcok befejezése és az országhatárok 1945. júniusi „megszilárdulása” után a 330 sorozatú mozdonyok közül egy kimutatás szerint 18 db maradt csak az újra hivatalossá vált trianoni határok között. Ezek közül
- 7 db működőképes volt,
- 1 db javítás alatt állt,
- 10 mozdony javítatlanul félre volt állítva.

Ez utóbbiak közül három mozdony „roncs”, azaz erősen sérült, hiányos állapotú volt, de a többiről is hiányoztak kisebb armatúrák, sőt akár komolyabb gépelemek is. Vélhetően azonban még ennél több példány is az országban lehetett
A 11 db (elsősorban a működőképes) 330-asokre a Vörös Hadsereg „T–CCCP” hadizsákmány-jele (T=трофейный, azaz zsákmány) került.

#### A „restitúció”
Már 1945-ben megkezdődtek az egyes országok között kisebb járműcserék, mely az idegen eredetű mozdonyok korábbi (alapvetően a háború és a repartíciók előtti) tulajdonosa részére történő visszaszolgáltatást jelentette. 1945 augusztusáig egy 330-as került haza osztrák területről. A háború után az országgyarapodás és a harci cselekmények során állagba került járműveket bizonytalan jogi státuszuk miatt a MÁV elkülönítve tartotta nyilván. Így például 1946-ban
- 14 db törzsállagba tartozó[21] (ebből 6 db „T-jelű”, x db időközben Ausztriából hazatért),
- 10 db csehszlovák repartíciós (ebből 5 db „T-jelű”)

330-as volt megtalálható a hazai hálózaton, melyek közül 12 db Nagykanizsa, míg 12 db Székesfehérvár honállomású volt.
Az 1947-ben megkötött magyar-szovjet járműegyezmény nyomán a területi revíziók előtt is magyar tulajdonban volt járművekről a „T”-jelet eltávolíthatták.
A már említett járműcserék, valamint az egyes országok között, a háború alatt összekeveredett járműpark rendezéséről, „restitúciójáról” született megállapodások nyomán a két említetten kívül
- 1948 novemberében Ausztria szovjet megszállási övezetéből 1 db,
- 1949 decembere és 1950 februárja között a Németország szovjet megszállási övezetéből 2 db,
- 1950 júniusában Ausztria bizóniai övezetéből három (mind csehszlovák repartíciós) 330-as tért haza.

#### Az „új” példányok
A hazánkban maradt, eredetileg repartíciós mozdonyok közül a „T”-jellel el nem látott példányok közül 2 db 330-ast 1948-ban a MÁV úgynevezett szabványosító átalakításnak vetett alá, melynek deklarált célja az volt, hogy a mozdonyok lehetőség szerint azonos kivitelűek legyenek a végig a MÁV-nál szolgált példányokkal (pl. a szomszéd vasutak által végrehajtott átalakítások eltüntetése, magyar nyelvű feliratok alkalmazása). Ezeket a mozdonyokat új pályaszámokkal látták el: a legutolsó repartíciós mozdony, a 330,334-es után sorolták be őket 330,335–336 pályaszámokkal. Valójában az átszámozásnak a célja ezen bizonytalan státuszú mozdonyok MÁV-törzsállományba való átmozgatása, egyben a szomszéd országok előli „elrejtése” volt.

#### Az utolsó évek
A repartíciós mozdonyok Hardy-rendszerű légűrfékhengerét leszerelték. Helyére a 411 sorozatú mozdonyokról leszerelt gőzfékhenger került.
A járműcserék nyomán 29 db-ra szaporodott állag 1954-re 27 db-ra csökkent. A 330-asok közül 17 db a budapesti, 5–5 db pedig a miskolci és pécsi igazgatóság területén dolgozott. 1955-ben a mozdonyok közül 11 db bérbe adva üzemelt, többek között az ercsi cukorgyárnál; majd 1958-ra a MÁV-állomány 19 db-ra apadt. 3 db mozdonyt fűtési célokra az ALUKER-nek adtak el. A különböző helyeken még megmaradt mozdonyokat 1961-ig kiselejtezték:
- 1959-ben 11 db-ot,
- 1960-ban 8 db-ot,
- 1961-ben 3 db-ot.

## Összehasonlító táblázat
| 0                               | 1 | 2 | 3                                                        |
| ------------------------------- | --- | --- | -------------------------------------------------------- |
| Pályaszám                       | kkStB 6001–6099 kkStB 16001–16093 kkStB 16095–16096 SB/DV 1101–1173 →kkStB 60.01–99 →kkStB 60.101–193 →kkStB 60.195–196 kkStB 60.197–211 kkStB 60.216–297 kkStB 60.194" kkStB 60.212"–215" →BBÖ 60.05..272 →DSA 1122..1164 →ČSD 60.09..297 →SHS 1101..1173 →SHS 60.14..284 →CFR 60.02..223 →FS 604.001–051 →FS 604.053 →FS 604.055–059 →FS 604.061 →PKP Ti12-1–145 →PKP Ti12-154–159 →ČSD 334.101–34 →MÁV 330,301–321 →JDŽ 131-001–028 →JDŽ 131-029–033 →JDŽ 131-035 →JDŽ 131.037–038 →ČMD 334.101..34 →MÁV 330,322–328 →MÁV 330,330–339 →MÁV 330,343–344 →DRB 54 001–038 →DRB 54 040–043 →DRB 54 045 →DRB 54 047–092 | kkStB 16094 →kkStB 60.194 kkStB 60.212–215 →kkStB 60.500–504 kkStB 60.505–521 →BBÖ 60.500..514 →ČSD 60.502..521 →FS 604.054 →FS 604.060 →FS 604.062 →PKP Ti12-146–153 →ČSD 334.135–41 →ČMD 334.135..40 →MÁV 330,329 →MÁV 330,340–342 →DRB 54 039 →DRB 54 044 →DRB 54 046 | kkStB 60.800–802 →FS 604.052 →PKP Ti12-154–155           |
| Szerkezetszám                   | MÁV Gépgyár: 53 | kkStB: 22 db BBÖ: 4 db (kkStB-től) ČSD: 7 db (kkStB-től) FS: 3 db (a kkStB-től) PKP: 8 db (kkStB-től) MÁV: 4 db (a ČSD-től) |                                                          |
| Darabszám                       | kkStB: 297 db SB/DV: 73 db BBÖ: 53 db (kkStB-től) ČSD: 34 db (kkStB-től) FS: 51 db (35 db a kkStB-től, 16 db az SB/DV-től SHS: 28 db (12 db a kkStB-től, 29 db az SB/DV-től) PKP: 149 db (kkStB-től) DSA: 21 db (az SB/DV-től) MÁV: 40 db (21 db a DSA-tól, 19 db a ČSD-től) | kkStB: 22 db BBÖ: 4 db (kkStB-től) ČSD: 7 db (kkStB-től) FS: 3 db (a kkStB-től) PKP: 8 db (kkStB-től) MÁV: 4 db (a ČSD-től) | kkStB: 3 db FS: 1 db (a kkStB-től) PKP: 2 db (kkStB-től) |
| Jelleg                          | 1'C–n2v | 1'C–t2v | 1'C–t2v                                                  |
| Gyártásban                      | 1895-1914 | 1904-1908 | 1908.                                                    |
| üres tömeg                      | 48,3 t | 47,6 t | 48,9 t                                                   |
| Szolgálati tömeg                | 53,5 t | 52,0 t | 53,4 t                                                   |
| Tapadási tömeg                  | 43,1 t | 42,3 t | 42,6 t                                                   |
| Legnagyobb tengelyterhelés      | 14,4 t | 14,2 t | 14,2 t                                                   |
| Túlhevítés                      | – | Gölsdorf–Clench-rendszerű gőzszárítóval | Pielock-rendszerű túlhevítő                              |
| Tűzcsövek hossza                | 4165 mm | 4165 mm | 4 165 mm                                                 |
| Csőfűtőfelület                  | 134,7 m² | 110,0 m² | 113,8 m²                                                 |
| Túlhevítőfelület                | – | 24,7 m² | 17,7 m²                                                  |
| Tapadósúlyból számított vonóerő | 67,65 kN | 66,39 kN | 66,86 kN                                                 |